# Île Graham Bell
L’île Graham Bell ou île de Graham Bell (en russe : Остров Греэм-Белл) est une grande île de l'est de la terre François-Joseph en Russie.
L'île a été nommé en l'honneur d'Alexandre Graham Bell. Elle abrite la base militaire de Greem Bell.